# 濱口喜博
滨口喜博（日语：／ Hamaguchi Yoshihiro，1926年6月23日—2011年8月9日），日本男子游泳运动员。他在1952年夏季奥林匹克运动会中，参加了男子4×200米自由式接力比赛并获得银牌。